# Шмидт, Маркус (саночник)
Маркус Шмидт (нем. Markus Schmidt, 23 октября 1968, Инсбрук, Тироль) — австрийский саночник, выступавший за сборную Австрии с 1987 года по 1997-й. Участник двух зимних Олимпийских игр, бронзовый призёр Олимпиады в Альбервиле, обладатель бронзовой медали чемпионата Европы, чемпион и вице-чемпион мирового первенства в составе смешанной команды.

## Биография
Маркус Шмидт родился 23 октября 1968 года в городе Инсбрук, федеральная земля Тироль. Активно заниматься санным спортом начал в возрасте восьми лет, в 1987 году прошёл отбор в национальную сборную и стал принимать участие в различных международных соревнованиях. На чемпионате мира 1991 года в немецком Винтерберге завоевал серебряную медаль в программе смешанных команд. Благодаря череде удачных выступлений удостоился права защищать честь страны на зимних Олимпийских играх 1992 года Альбервиле, где впоследствии выиграл бронзу в мужской одиночной программе и вместе с Герхардом Гляйршером финишировал седьмым на двухместных санях.
В 1994 году Шмидт ездил соревноваться на Олимпиаду в Лиллехаммер, принимал участие только в одиночных заездах и занял десятое место. На чемпионате мира 1996 года в немецком Альтенберге взял золото, одержав победу в составе смешанной австрийской команды, тогда как на европейском первенстве в латвийской Сигулде стал обладателем бронзовой медали мужского одиночного разряда. Конкуренция в сборной на тот момент сильно возросла, поэтому вскоре он принял решение завершить карьеру профессионального спортсмена, уступив место молодым австрийским саночникам.
После ухода из санного спорта Маркус Шмидт продолжил службу в рядах вооружённых сил Австрии. Ныне вместе с семьёй проживает в городе Брайтенбах, в свободное время занимается дайвингом, любит кататься на сноуборде.